# RC Strasbourg Alsace
Racing Club de Strasbourg Alsace (thường được gọi là RC Strasbourg, Racing Straßburg, RCSA, RCS, hoặc đơn giản là Strasbourg; tiếng Alsace: Füeßbàllmànnschàft Vu Stroßburri) là một câu lạc bộ bóng đá chuyên nghiệp của Pháp được thành lập vào năm 1906, có trụ sở tại thành phố Strasbourg, Alsace. Đội bóng đã có tư cách chuyên nghiệp từ năm 1933 và hiện đang chơi ở Ligue 1, giải đấu hàng đầu của bóng đá Pháp, kể từ khi vô địch Ligue 2 2016–17. Câu lạc bộ bị giáng xuống hạng năm của bóng đá Pháp vào cuối mùa giải Championnat National 2010–11 sau khi thanh lý tài chính. Đổi tên thành RC Strasbourg Alsace, họ đã giành chức vô địch CFA mùa giải 2012–13 và cuối cùng trở thành nhà vô địch Championnat National mùa giải 2015–16. Sân vận động của câu lạc bộ, kể từ năm 1914, là sân vận động Meinau.
Câu lạc bộ là một trong sáu câu lạc bộ đã giành được cả ba danh hiệu lớn của Pháp: Vô địch quốc gia năm 1979, Cúp bóng đá Pháp năm 1951, 1966, 2001 và Cúp Liên đoàn bóng đá Pháp năm 1964, 1997, 2005 và 2019. Strasbourg cũng nằm trong số sáu đội đã thi đấu hơn 2.000 trận ở giải đấu hàng đầu nước Pháp (kéo dài 56 mùa giải) và đã tham gia 52 trận đấu ở châu Âu kể từ năm 1961. Bất chấp những thành tựu này, câu lạc bộ chưa bao giờ thực sự khẳng định được mình là một trong những câu lạc bộ hàng đầu của Pháp, phải xuống hạng ít nhất mỗi thập kỷ một lần kể từ đầu những năm 1950. Racing đã thay đổi người quản lý 52 lần trong 75 năm thi đấu chuyên nghiệp, thường xuyên chịu áp lực từ người hâm mộ.
Số phận của câu lạc bộ luôn gắn liền với lịch sử của Alsace. Giống như khu vực, Racing đã thay đổi quốc tịch ba lần và có một lịch sử đầy rắc rối. Được thành lập ở nơi khi đó là một phần của Đế quốc Đức, câu lạc bộ ngay từ đầu đã nhấn mạnh vào nguồn gốc Alsace của mình, đối lập với các câu lạc bộ có trụ sở tại Strasbourg đầu tiên đến từ giai cấp tư sản gốc Đức. Khi Alsace được trả lại cho Pháp vào năm 1919, câu lạc bộ đã đổi tên từ "1. FC Neudorf" thành "Racing Club de Strasbourg" hiện tại để bắt chước Racing Club de France của Pierre de Coubertin, một cử chỉ rõ ràng của người Pháp. Những cầu thủ Racing sống sót qua Thế chiến thứ hai như hầu hết người Alsace đã làm: sơ tán vào năm 1939, sáp nhập vào năm 1940 và cố gắng tránh sự phát xít hóa và sáp nhập vào Wehrmacht trong khoảng thời gian từ 1942 đến 1944. Khi Alsace dứt khoát được trở về Pháp, bản sắc của Racing chuyển sang chủ nghĩa Jacobin, chẳng hạn như những chiến thắng đầy cảm xúc ở cúp quốc gia vào năm 1951 và 1966 trong bối cảnh tranh cãi giữa Pháp-Alsace. Gần đây hơn, câu lạc bộ đã mong muốn thúc đẩy vị thế châu Âu của mình cùng với mối quan hệ chặt chẽ với địa phương.

## Cầu thủ

### Đội hình hiện tại
Tính đến ngày 30/8/2024.
Ghi chú: Quốc kỳ chỉ đội tuyển quốc gia được xác định rõ trong điều lệ tư cách FIFA. Các cầu thủ có thể giữ hơn một quốc tịch ngoài FIFA.
| Số | VT | Quốc gia    | Cầu thủ                          |
| -- | -- | ----------- | -------------------------------- |
| 1  | TM | Serbia      | Đorđe Petrović (mượn từ Chelsea) |
| 3  | HV | Pháp        | Thomas Delaine                   |
| 6  | TV | Pháp        | Félix Lemaréchal                 |
| 7  | TĐ | Bồ Đào Nha  | Diego Moreira                    |
| 8  | TV | Brasil      | Andrey Santos (mượn từ Chelsea)  |
| 9  | TĐ | Serbia      | Miloš Luković                    |
| 10 | TĐ | Hà Lan      | Emanuel Emegha                   |
| 11 | TĐ | Bờ Biển Ngà | Moïse Sahi                       |
| 12 | HV | Hoa Kỳ      | Caleb Wiley (mượn từ Chelsea)    |
| 13 | HV | Guinée      | Saïdou Sow                       |
| 14 | TĐ | Pháp        | Sékou Mara                       |
| 15 | TV | Thụy Điển   | Sebastian Nanasi                 |
| 16 | TM | Pháp        | Robin Risser                     |
| 17 | TV | Sénégal     | Pape Daouda Diong                |
| 18 | TV | Pháp        | Junior Mwanga                    |
| 19 | TV | Sénégal     | Habib Diarra                     |
| 20 | TĐ | Colombia    | Óscar Perea                      |

| Số | VT | Quốc gia    | Cầu thủ             |
| -- | -- | ----------- | ------------------- |
| 22 | HV | Bờ Biển Ngà | Guéla Doué          |
| 23 | HV | Pháp        | Mamadou Sarr        |
| 24 | HV | Bờ Biển Ngà | Abakar Sylla        |
| 25 | HV | Pháp        | Yoni Gomis          |
| 26 | TĐ | Pháp        | Dilane Bakwa        |
| 28 | HV | Pháp        | Marvin Senaya       |
| 29 | HV | Pháp        | Ismaël Doukouré     |
| 30 | TM | Thụy Điển   | Karl-Johan Johnsson |
| 35 | TV | Pháp        | Tidiane Diallo      |
| 36 | TM | Maroc       | Alaa Bellaarouch    |
| 38 | TV | Pháp        | Nolan Ferro         |
| 40 | TĐ | Martinique  | Jérémy Sebas        |
| 77 | HV | Ukraina     | Eduard Sobol        |
| —  | TM | Maroc       | Walid Hasbi         |
| —  | TV | Maroc       | Samir El Mourabet   |
| —  | TĐ | Pháp        | Mohamed Bechikh     |

### Cho mượn
Ghi chú: Quốc kỳ chỉ đội tuyển quốc gia được xác định rõ trong điều lệ tư cách FIFA. Các cầu thủ có thể giữ hơn một quốc tịch ngoài FIFA.
| Số | VT | Quốc gia | Cầu thủ                                        |
| -- | -- | -------- | ---------------------------------------------- |
| —  | HV | Pháp     | Steven Baseya (tại Villefranche đến 30/6/2025) |
| —  | TV | Pháp     | Jessy Deminguet (tại Metz đến 30/6/2025)       |
| —  | TV | Haiti    | Dany Jean (tại Rodez đến 30/6/2025)            |

| Số | VT | Quốc gia       | Cầu thủ                                         |
| -- | -- | -------------- | ----------------------------------------------- |
| —  | TV | Cộng hòa Congo | Rabby Nzingoula (tại Montpellier đến 30/6/2025) |
| —  | TĐ | Pháp           | Aboubacar Ali (tại Nîmes đến 30/6/2025)         |
| —  | TĐ | Bờ Biển Ngà    | Patrick Ouotro (tại Martigues đến 30/6/2025)    |

## Huấn luyện viên

### Đội ngũ huấn luyện hiện tại
| Chức vụ                       | Tên                |
| ----------------------------- | ------------------ |
| Huấn luyện viên trưởng        | Patrick Vieira     |
| Trợ lý Huấn luyện viên trưởng | Chazz Basil Baxter |
| Trợ lý Huấn luyện viên        | Tom Carlino        |
| Huấn luyện viên thủ môn       | Alexander Vencel   |
| Huấn luyện viên thể hình      | Dany Eberhardt     |